# Day Dreams (film fra 1919)
Day Dreams er en amerikansk stumfilm fra 1919 af Clarence Badger.

## Medvirkende
- Madge Kennedy som Primrose
- John Bowers som Dan O'Hara
- Jere Austin som George Graham
- Alec B. Francis
- Grace Henderson